# Ordo Caper
Ordo Caper ist eine costa-ricanische Death-Metal-Band aus San José.

## Geschichte
Die Band wurde im Jahr 2010 gegründet und veröffentlichte im Folgejahr das drei Stücke umfassende Demo Sonus Satus in Eigenregie. Als erste offizielle Veröffentlichung folgte 2014 die EP Haspu über Nyarlathotep Records.
Anschließend nahm die Band eine Reihe von Songs auf, die vor allem für Split-Veröffentlichungen gedacht waren. So erschien im Jahr 2016 das gemeinsam mit Anal Vomit veröffentlichte Split-Album Culto de los Venenos via Dunkelheit Produktionen, zu dem Ordo Caper vier Songs beisteuerte. Zwei Jahre später folgte auf dem finnischen Label Bestial Burst mit Morgue of Difamators ein zweites Split-Album mit Anal Vomit, an dem sich die Band erneut mit vier Stücken beteiligte. Auch auf das erste Split-Album mit Rok 2017 folgte später eine zweite Split-Veröffentlichung.
Als erstes vollständig eigenes Studioalbum erschien Aphorism of Baneful Arts im Jahr 2020 bei dem deutschen Label Dunkelheit Produktionen. Es wurde zuvor im August 2019 von Isak Arroyo bei Barbas Records in San José aufgenommen und gemeinsam mit der Band gemixt, das Mastering übernahm M. Dahmen im Liquid Aether Audio in Deutschland im Mai 2020.

## Stil
Die Band spielt rohen Death Metal. Bei einer Besprechung der 2014er-Veröffentlichung wurde Mystifier als Referenz herangezogen, da Ordo Caper an den „barbarischen, dunklen und rohen Sound“ der Brasilianer erinnere.

## Diskografie

### Alben
- 2016: Culto de los Venenos (Split mit Anal Vomit, Dunkelheit Produktionen)
- 2017: Rok / Ordo Caper (Split mit Rok; Headsplit Records)
- 2017: Offerings the Rotten (Kompilation; Till You Fukkin Bleed)
- 2018: Morgue of Difamators (Split mit Anal Vomit; Bestial Burst)
- 2020: Aphorism of Baneful Arts (Dunkelheit Produktionen)
- 2021: Kaos Dimensios Afar (Split mit Rok; Austral Holocaust Productions)

### Singles und EPs
- 2011: Sonus Satus (Demo)
- 2014: Haspu (Nyarlathotep Records)
- 2016: Annihilation Fist (Split mit Obeisance; Ah Puch Records, Obsculum Cruemtum Prods)
- 2018: Goat Command (Slaughterhouse Records)